# Jacques Doniol-Valcroze
Jacques Doniol-Valcroze (* 15. März 1920 in Paris; † 6. Oktober 1989 in Cannes) war ein französischer Filmkritiker, Drehbuchautor, Schauspieler und Filmregisseur.

## Leben und Werk
1951 gründete Doniol-Valcroze zusammen mit André Bazin die berühmte Filmzeitschrift Les Cahiers du cinéma und war bis 1957 Chefredakteur. Sowohl mit seinen filmtheoretischen Schriften als auch mit seiner Tätigkeit als Autor und Regisseur gilt Doniol-Valcroze als ein Mitbegründer der Nouvelle Vague, die das französische Kino der 1950er- und 1960er-Jahre entscheidend prägte.

## Filmografie (Auswahl)
B = Drehbuch, D = Darsteller, R = Regie
- 1955: Rote Lippen – blaue Bohnen (Vous pigez?) – (D)
- 1960: Die Katze läßt das Mausen nicht (L’Eau à la bouche) – (B, R)
- 1960: Man kann’s ja mal versuchen (Le Bel âge) – Regie: Pierre Kast – (B, D)
- 1961: Herzklopfen (Le Cœur battant) – (B, R)
- 1963: Die Unsterbliche (L’Immortelle) – Regie: Alain Robbe-Grillet – (D)
- 1968: Liebe macht lustig, Liebe tut weh (L’amour c’est gai, l’amour c’est triste) - (D)
- 1970: Das Haus der Bories (La Maison des Bories) – (R)
- 1972: Out 1: Noli me tangere / Out 1: Spectre – Regie: Jacques Rivette – (D)
- 1971: L’Homme au cerveau greffé – (B, R)
- 1972: Der Mann mit dem zweiten Gehirn (R)
- 1973: Durch Paris mit Ach und Krach (Elle court, elle court la banlieue) – (D)
- 1974: Opfer der Leidenschaft (Une femme fatale) – (B, R)
- 1975: Jeanne Dielman (Jeanne Dielman, 23 quai du Commerce, 1080 Bruxelles) – Regie: Chantal Akerman – (D)
- 1977: Gaunerlehre (L’Apprenti salaud) – Regie: Michel Deville – (D)
- 1977: Goodbye Emmanuelle – Regie: François Leterrier
- 1979: Die Aussteigerin (La Dérobade) – Regie: Daniel Duval – (D)
- 1981: Les fiancées de l’Empire – (B, R)
- 1982: Venise en hiver – (B, R)
- 1984: Le bon Plaisir – Eine politische Liebesaffäre (Le Bon plaisir) – Regie: Francis Girod – (D)

## Weblink
- Jacques Doniol-Valcroze bei IMDb